# Гнесина, Елена Фабиановна
Еле́на Фабиа́новна Гне́сина (19 мая [31 мая] 1874, Ростов-на-Дону — 4 июня 1967, Москва) — российская и советская пианистка, педагог, композитор, музыкальный общественный деятель. Народный артист РСФСР (1925), Заслуженный деятель искусств РСФСР (1935). Основатель и бессменный руководитель (1895—1967) комплекса музыкальных учебных заведений имени Гнесиных. Одна из сестёр Гнесиных.

## Биография
Елена Фабиановна Гнесина родилась в Ростове-на-Дону в семье казенного раввина (см. раздел: Семья) 18 мая по старому стилю в 1872 году. Однако, в послереволюционных документах её дата рождения была изменена на 31 мая 1874 года, который официально и считается годом её рождения, и все её юбилейные даты отмечались в соответствии с ним.
В 1883—1885 гг. училась в Екатерининской гимназии в Ростове-на-Дону. В 1885 году поступила на младшее отделение Московской консерватории, в класс фортепиано Э. Л. Лангера. С этого времени жила в Москве, вместе со старшей сестрой Евгенией, уже учившейся в консерватории, и её крестной Т. В. Фигуровской — она заменила сестрам Гнесиным мать, остававшуюся в Ростове. С 1888 г. училась на старшем отделении консерватории, в классе В. И. Сафонова, которого считала своим главным учителем. В 1890—1891 гг. занималась в классе Ф.Бузони, о чём (как и о встрече с ним на гастролях в Москве спустя 20 лет) написала воспоминания.После смерти отца в 1891 г., благодаря содействию Сафонова, получила частные уроки, в том числе преподавала в летние месяцы детям генерала Унковского, живя в его имении «Казбек» в Пензенской области, и начала работать преподавателем музыки в интернате гимназии Арсеньевой. После отъезда Бузони за границу занималась в классе П. Ю. Шлецера, у которого и закончила консерваторию в 1893 г. со званием свободного художника и с малой серебряной медалью. Её педагогами в консерватории также были А. С. Аренский (гармония), С. И. Танеев (контрапункт), Н. Д. Кашкин (история музыки). Среди соучеников по консерватории — С. В. Рахманинов и А. Н. Скрябин, отношения с которыми Гнесина поддерживала многие годы.Близким другом с начала 1900-х гг. стал для неё Р. М. Глиэр. Он был одним из первых приглашен преподавать в Училище Гнесиных и женился на первой его выпускнице (Гнесина была крестной младшей дочери Глиэров Валентины). Со времени учёбы круг общения семьи Гнесиных постоянно включал многих выдающихся личностей — музыкантов, артистов, историков, литераторов. Гнесина состояла в художественных и просветительских обществах, таких как «Музыкально-теоретическая библиотека», Свободной эстетики, Обществе по распространению камерной музыки и др..
26 февраля 1893 г. Гнесина была крещена в Церкви Ржевской Богоматери на Поварской улице в Москве. С 1894 г. начинается активная концертная деятельность Гнесиной как пианистки. Выступая как постоянный аккомпаниатор П. А. Хохлова, она разучивает с ним партию Роберта в опере «Иоланта» П. И. Чайковского, для чего специально приезжает на длительное время в его имение Устье.
В начале 1895 г. сестры Гнесины переезжают в дом Шлиппе в Гагаринском переулке. Именно здесь 2(15) февраля 1895 г. Евгения, Елена и Мария Гнесины открывают свою частную музыкальную школу — «Музыкальное училище Е. и М. Гнесиных» (с 1901 г. с ними стали работать и младшие сестры — Елизавета и Ольга). С этого момента вся жизнь Елены Гнесиной подчинена занятиям в семейном учебном заведении, причем именно она становится главным административным лицом и представителем школы, а также совладельцем училища.
22 января 1898 г. Постановлением Сената Ел. Ф.Гнесиной пожаловано личное почетное гражданство. В Училище Гнесина ведет занятия со многочисленными учениками по фортепиано, а также с 1899 г. — занятия вначале женского, а затем смешанного хора. С 1900 г. Гнесины снимают дом Полетаевой на Собачьей площадке, 5, в котором они живут в течение многих лет и где проходят все занятия их школы. Тот факт, что учебные заведения находятся в том же доме, где Гнесины жили, на многие десятилетия определил особую, «семейную» атмосферу Гнесинских учебных заведений.В 1901 г. состоялся первый выпуск Училища всего две ученицы Ел. Ф.Гнесиной, в дальнейшем число выпускников постоянно росло.
С 1901 г. Елена Гнесина регулярно бывает в имении Гончаровых Полотняный завод. Её связывает дружба и совместные благотворительные концерты с владельцем имения Д. Д. Гончаровым (внуком брата Н. Н. Пушкиной-Гончаровой — жены поэта) и его женой — певцами-любителями. Там же она знакомится с А. В. Луначарским.В 1905 г. состоялось единственное путешествие Гнесиной за границу — в Италию через Австрию и Швейцарию. Её любимым ребёнком был племянник и крестник Шурик Вивьен, и его смерть в октябре 1911 г. в восьмилетнем возрасте стала для неё страшной трагедией. В дальнейшем сходное место в её жизни занял другой племянник и крестник — Фабий Витачек. С 1913 по 1917 г. каждое лето сестры Гнесины снимают дачу в Демьяново под Клином, где тесно общаются с М. И. Чайковским — братом композитора.
В 1917 г. Гнесина сочиняет свой первый сборник для детей — «Маленькие этюды для начинающих». С этого времени она регулярно создает произведения для детей. После революции, в 1918 г. присоединяется к Союзу педагогов-музыкантов и ведет активную общественную деятельность (в дальнейшем — в РАБИС). В 1920—1922 гг. работает и в МУЗО (Музыкальный отдел) Наркомпроса. В 1919—1921 гг. ведет музыкальные и хоровые занятия в Детских трудовых колониях А. А. Луначарской и Первой Кремлевской школе ВЦИК.
В 1919 г. Гнесины по собственной инициативе предлагают национализировать их училище, передав полностью имущество в распоряжение государства. Ел. Ф.Гнесина назначается заведующей Второй Московской государственной музыкальной школы, как было названо училище после национализации. В 1921 г., после введения трехступенчатой ступени в образовании (в том числе в музыкальных учреждениях), учебное заведение становится Третьим Государственным музыкальным техникумом с детской школой 1-й ступени при нём. Гнесина становится директором техникума. В 1923 г. ему присваивается статус «показательного». С этого времени Гнесиной приходится постоянно прилагать огромные усилия для выживания учебных заведений и их педагогов и учеников, в особенности в период «военного коммунизма», для чего постоянно взаимодействовать с вышестоящими чиновниками и организациями, осваивать искусство деловой переписки и ходатайств. Большую поддержку ей оказывает А. В. Луначарский. Несмотря на тяжелые условия, Гнесинский техникум очень успешно развивался в 1920-е годы: это касалось и количества учеников, и их уровня. В 1921 году класс Гнесиной окончили Л.Оборин, ставший первым победителем Международного конкурса имени Ф.Шопена, и А.Чичкин. В 1925 году широко и торжественно отмечалось 30-летие Техникума, и ему было официально присвоено имя Гнесиных.
С 1929 г. и Гнесины, и их учебное заведение подвергаются систематической травле со стороны РАПМа, который к тому времени занимает господствующую позицию в большинстве музыкальных учреждений. Этому способствует и уход Луначарского с поста наркома просвещения, и принципиальная «антирапмовская» позиция Михаила Фабиановича Гнесина, который с 1923 г. живёт в Москве и также работает в Техникуме, основанном его сестрами. В декабре 1929 г. Гнесину освобождают от должности директора, назначив зав. учебной частью. Техникум под угрозой закрытия или объединения с другими, внутри создается нестерпимая обстановка для Гнесиных, продолжаются попытки разрушить весь процесс обучения, что приводит к вынужденному уходу Гнесиной в 1931 г. и с поста завуча. В этом время РАПМом предлагается радикальная реформа образования, предполагающая ликвидацию всех музыкальных школ. Ел. Ф.Гнесина противостоит этим процессам, многократно обращаясь в различные инстанции и указывая на гибельность для музыкального образования подобных процессов. В 1932 г., после ликвидации РАПМа, Гнесина возвращена на должность директора, а расширившемуся техникуму предоставлен в распоряжение соседний Дом Хомякова (Собачья площадка, 7). Масштабы Гнесинского техникума (с 1936 — училища) постоянно растут: открываются новые отделения (в том числе — экспериментальное для подготовки музыкальных работников радио). Уровень подготовки в училище становится выше: многие выпускники принимаются в консерваторию сразу на 2-й и даже на 3-й курс. Выдержав огромную конкуренцию, после объединения или ликвидации многих музыкальных учебных заведений среднего звена, Училище имени Гнесиных становится крупнейшим в Москве. Нехватка помещений в двух старых особняках приводит к необходимости добиваться строительства специального нового здания для учебных заведений. Гнесина начинает свою «строительную» деятельность, с перерывами продолжавшуюся до конца её жизни: постоянное «пробивание» строительства в различных инстанциях. В 1937 г. на улице Воровского (Поварской) начинается строительство нового здания, прерванное войной. Во второй половине 1930-годов Гнесины приходят к идее создания и высшего учебного заведения в единой системе всех звеньев их музыкального «комбината» (по примеру сформировавшегося под началом Московской консерватории). Проект нового (первоначально трехлетнего) музыкально-педагогического вуза, однако, долгое время отвергался.
В период Великой Отечественной войны Училище имени Гнесиных продолжает занятия (оно не работает лишь три недели после введения осадного положения в Москве 16 октября 1941 г.). Ел. Ф.Гнесина отказывается уезжать в эвакуацию, однако, под нажимом руководства города выезжает в Казань в начале ноября 1941 г. Там она работает в музыкальной школе. Но уже 21 января 1942 г. она добивается пропуска в Москву и возвращается на работу (проделав в 36 градусов мороза двухдневный путь на поезде, а в Москве пешком пройдя ночью от вокзала до Собачьей площадки). Несмотря на военные условия, полноценно идут занятия не только в училище, но и в официально закрытой школе. Педагоги и учащиеся организуют работу в помощь фронту, включавшую много различных форм, в том числе дежурство в госпиталях и выезд на фронт концертных бригад. В 1943 г. Гнесина добивается решения о возобновлении замороженного строительства, а в 1944 г. — и постановления об организации Государственного музыкально-педагогического института имени Гнесиных и Специальной музыкальной школы-десятилетки. 28 августа 1943 г. ей было присвоено ученое звание профессора.
В 1944 г. Гнесина была назначена директором нового института. Она также заведовала кафедрой специального фортепиано. Гнесинский «комбинат» включал все возрастные ступени музыкального обучения: детскую школу-семилетку, училище и вуз. К сентябрю 1946 г. удается завершить первую, основную очередь строительства и открыть здание, где разместились институт, училище и новое, четвёртое учебное заведение имени Гнесиных — спецшкола-десятилетка, быстро ставшая по своему высокому уровню вровень с ЦМШ. В том же здании расположилась и специально запланированная квартира для Гнесиных, где Ел. Ф.Гнесина жила с декабря 1948 г. до конца жизни. Все звенья музыкального комплекса быстро росли, постоянным стал принцип открытия все большего числа музыкальных специальностей (так, был открыт первый в стране факультет народных инструментов) и форм обучения (впервые в стране — вечерняя форма обучения, большое заочное отделение). Звенья постепенно получили автономию, и к 1949 г. Гнесина осталась директором института, передав руководство другими учебными заведениями более молодым преемникам, в основном, собственным ученикам: Школу-десятилетку возглавил З. И. Финкельштейн, Школу-семилетку — Е. В. Давыдова. Институт в дальнейшем возглавил Ю. В. Муромцев, с 1946 г. бывший её заместителем.
В 1948—1953 гг. в свете политических кампаний — борьбы с формализмом в музыке, против «космополитизма» — преследованиям подвергся и новый музыкальный вуз: это были необоснованные обвинения в ходе тенденциозных «проверок», регулярные нападки из-за идеологических «недоработок». Жертвами кампаний стали многие педагоги, уволенные без ведома Гнесиной, в том числе и её сестра Елизавета Гнесина-Витачек. Было принято и решение о закрытии кафедры композиции, которого удалось избежать только ценой ухода её заведующего — М. Ф. Гнесина. Давление на Ел. Ф.Гнесину, вынуждавшее её к уходу с руководства институтом по возрасту, «подкреплялось» доносами. В 1953 г. кампания прекратилась со смертью Сталина, а Гнесина передала пост директора Ю. В. Муромцеву, сама оставшись в специально созданной для неё должности художественного руководителя.
В 1954 г. 80-летие Ел. Ф.Гнесиной торжественно отмечалось в Большом зале консерватории и было заснято для киножурнала, демонстрировавшегося по всей стране. В мае 1955 г. из-за перелома ноги она потеряла возможность ходить и передвигалась с этого времени только в инвалидном кресле. В 1958 г. она передала заведование кафедрой профессору Т. Д. Гутману, но продолжала преподавательскую деятельность до 1965 г. Живя вместе с младшей сестрой Ольгой, в послевоенные годы Гнесина постоянно отдыхала летом в военном санатории «Архангельское». В 1963 г., после кончины Ольги Фабиановны, она осталась единственной из всех девяти сестер и братьев. В 1960-е годы состоялись её встречи с Ваном Клиберном — воспитанником её соученицы по классу Сафонова Розины Левиной, артистами театра «Ла Скала», королевой Бельгии Елизаветой, Юрием Гагариным. В последние годы жизни Гнесина написала немало воспоминаний о своих встречах с выдающимися людьми, об истории созданных ею учебных заведениях. В 1964 году было торжественно отмечено её 90-летие в Концертном зале Института имени Гнесиных. В 1963—1966 годах она отдыхает летом в доме творчества композиторов «Руза». Здесь появляется последний сборник сочинений для детей — «Дуэты для маленьких скрипачей». Всю жизнь Гнесина сохраняла приверженность к юмористическим развлечениям: она постоянно коллекционировала курьезные письма и тексты, сочиняла шуточные стихи, рисовала шаржи, в молодые годы участвовала в шарадах и различных играх (буриме и др.).
В 1965 г. здоровье Ел. Ф.Гнесиной ухудшилось. 19 мая 1966 г. состоялось её последнее публичное выступление — она читала свои воспоминания о Бузони на вечере, посвященном его 100-летию, в Концертном зале института. 30 марта 1967 г. ей ампутировали ногу из-за гангрены. 4 июня 1967 года она скончалась в клинике Института протезирования.
Похоронена в Москве на Новодевичьем кладбище вместе с сестрами и братом Михаилом (участок № 2). Автор проекта надгробия, установленного её родственницей Е. М. Одаровской-Ванькович в 1977 г. — Л. Е. Кербель.

## Семья
Дед со стороны матери — Шайя Шмуэлевич Флотзингер (Флётзингер), прозванный Шайка Пфейфер (1802—1875) — народный музыкант (клезмер), скрипач, живший в Вильно.
Отец - казённый раввин Ростова-на-Дону Фабиан Осипович (Файвиш Иоселевич) Гнесин (1837—1891), уроженец местечка Ивенец, выпускник Виленского раввинского училища; с 1863 по 1888 г. он был казённым (общественным) раввином в Ростове-на-Дону. На этой должности заслужил всеобщее уважение, был гласным в городской думе. Глубоко образованный и широко мыслящий человек, он приложил много усилий для развития культурной жизни еврейской общины в Ростове, его усилиями была построена синагога.
мать, Белла Исаевна Флётзингер-Гнесина (урождённая Шима-Бейла Шаевна Флейтзингер; 6 марта 1838, Вильно — 24 ноября 1911, Москва) певица, ученица С. Монюшко. Родители заключили брак 15 июля 1863 года в Вильно.
Сестры матери: Генриетта Флотзингер — пианистка.
Елизавета Данишевская — профессиональная певица, окончила Петербургскую консерваторию.
Цецилия (Циля) Каждан (по сцене Каведани) (1845-?) — оперная певица, окончила Петербургскую консерваторию, была солисткой оперного театра Casale Monferrato в Италии. Все сестры матери также учились музыке у С. Монюшко.
Братья:
Александр (1864 или 1867?—1942) — инженер-электротехник, окончил Московское ремесленное училище (ныне МВТУ им. Баумана) жил и работал в Москве (на аккумуляторном предприятии — фирма «Тюдор», затем трест «Ленинская искра»).
Владимир (1867 или 1869—1956)— офицер (штабс-капитан), участник русско-японской и Первой мировой войн, командир роты, военный комендант Ташкента. В 1919 г. эмигрировал в США, где занимался фермерством.
Михаил (1883 −1957) — композитор, педагог, исследователь, публицист, музыкально-общественный деятель и просветитель. Выпускник Петербургской консерватории, ученик Н. А. Римского-Корсакова. В 1911—1921 преподавал в Екатеринодаре и Ростове-на-Дону, основал три музыкальные школы и консерваторию в Ростове. С 1923 г. жил в Москве и работал вместе с сестрами в созданном ими Техникуме, с 1925 г. также преподавал в Московской консерватории, был деканом Педагогического факультета. В 1935—1941 — профессор Ленинградской консерватории. В 1944—1951 — заведующий кафедрой композиции Государственного музыкально-педагогического института (ГМПИ) им. Гнесиных. Заслуженный деятель искусств РСФСР, лауреат Государственной премии СССР, доктор искусствоведения, профессор. Первая жена: Марголина Надежда Товиевна (1881—1934) — дочь астронома, профессора МГУ Т. А. Марголина. Училась в консерватории как певица, занималась переводами, работой в библиотеке. Вторая жена: Ванькович Галина Маврикиевна (1893—1976) — музыковед. Работала в Московской консерватории — заведующей нотным отделом Библиотеки, секретарём учёного совета. Преподавала гармонию и теорию музыки в Училище имени Гнесиных. Её сестра — Ванькович (Одаровская — сцен. псевдоним) Елена Маврикиевна (1898—1988) — балерина. Преподавала ритмику и танец во многих учреждениях, в том числе с 1935 по 1970 — в учебных заведениях имени Гнесиных. Её занятия для детей пользовались в Москве огромной популярностью.
Григорий (1884—1938) — певец, литератор (писатель, поэт, переводчик), драматический актёр. В основном его деятельность протекала в Петербурге (Ленинграде). В 1937 г. репрессирован и вскоре расстрелян. Его жена: Гнесина (ур. Руднева) Мария Владимировна (1888—1942) — сотрудник Музея антропологии и этнографии (Кунсткамера) и Музея этнографии народов СССР в Ленинграде. Их дочь: Гнесина Евгения Григорьевна (1921—2014) — преподаватель Театрально-художественного технического училища (ТХТУ) и сотрудник Центральной научной библиотеки ВТО-СТД в Москве.
Сёстры:
Евгения Савина-Гнесина (1869 или 1870?-1940) — пианистка-педагог. Основатель и руководитель вместе с Еленой Фабиановной (для которой была непререкаемым авторитетом и главной соратницей), преподаватель фортепиано, музыкально-теоретических предметов и детского хорового класса Музыкального училища и Детской школы имени Гнесиных. Заслуженный деятель искусств РСФСР. Её муж — Савин Александр Николаевич (1873—1923) — историк, профессор МГУ, крупный специалист по истории Англии.
профессор.
Мария Гнесина (1874—1918) — пианистка-педагог, одна из основателей Музыкального училища Е. и М. Гнесиных.
Елизавета Гнесина-Витачек (1876—1953) — скрипачка-педагог. Руководитель струнных отделов Музыкального училища, детской школы и Спецшколы-десятилетки имени Гнесиных, и. о. профессора ГМПИ им. Гнесиных. Заслуженный деятель искусств РСФСР, доцент. Сын от первого брака — Шурик Вивьен (1903—1911), крестник Елены Гнесиной. Её второй муж — Витачек Евгений Францевич (1880—1946) — скрипичный мастер, основатель и хранитель Государственной коллекции смычковых инструментов, руководитель Мастерской смычковых инструментов при Московской консерватории (ныне его имени). Заслуженный деятель искусств РСФСР, Заслуженный мастер Республики. Их сын — Витачек Фабий Евгеньевич (1910—1983) — композитор, профессор ГМПИ им. Гнесиных, также крестник Елены Фабиановны Гнесиной.
Ольга Александрова-Гнесина (1881—1963) — пианистка-педагог. Ученица Елены Гнесиной, окончила по её классу Училище Е. и М. Гнесиных в 1901 г., с этого времени преподавала в Детской школе, Училище и Спецшколе-десятилетке имени Гнесиных. Заслуженный деятель искусств РСФСР. Её муж — Александров Дмитрий Константинович (1878/79 — 1947) — химик, профессор Военно-воздушной академии им. проф. Н. Е. Жуковского, генерал-майор инженерных войск.

## Исполнительская деятельность
Исполнительская деятельность Гнесиной-пианистки продолжалась более 25 лет (последнее известное выступление — 1920 г.). Она больше выступала в ансамблях, чем солистка, в том числе была постоянным партнёром-концертмейстером солистов-вокалистов. Её концертный репертуар известен лишь из сохранившихся в её архиве программ отдельных (и, скорее всего, меньшей части) концертов, в которых она участвовала. Она постоянно выступала в многочисленных благотворительных и просветительских мероприятиях, особенно в период 1896—1897 и 1903—1908 гг., в концертах различных художественных обществ: это и «Кружок любителей русской музыки» А. М. и М. С. Керзиных, и «Общество по распространению камерной музыки», и лекции-концерты Народной консерватории, и благотворительные концерты в пользу самых разных организаций (детских, женских, фондов помощи, студенческих землячеств). Постоянными партнёрами Гнесиной были певцы П. А. Хохлов, Л. В. Собинов, А. И. Книппер, она выступала с братьями И. И. и М. И. Пресс (скрипач и виолончелист), играя с ними в трио, виолончелистами М. Е. Букиником, А. А. Крейном, своей сестрой — скрипачкой Елизаветой Гнесиной-Витачек, с коллективом Московской симфонической капеллы под руководством В. А. Булычева. Ей довелось играть и с крупнейшим испанским виолончелистом Пабло Казальсом.
Сохранились программы выступлений Гнесиной в концерте в Ярославле в 1895 г., где она аккомпанировала П. А. Хохлову и Н. Н. Мшанской-Соколовой, в том числе «Лесной царь» Шуберта, и играла соло — Полонез Листа Es-dur, Ноктюрн Шопена и Транскрипцию Лешетицкого — Andante e Finale из «Лючии ди Ламмермур» Доницетти. В 1896—1897 гг. проходили и её гастрольные выступления в Воронеже и Смоленске, вероятно, с П. А. Хохловым. С Хохловым и другими певцами (в том числе с Л.Клементьевым) она выступала и в благотворительных концертах в пользу студенческих землячеств (в Смоленске в 1896 г. играла также соло: Глинка-Балакирев — «Жаворонок», Лист — «Утешение» E-dur, Шуберт-Лист — «Утренняя серенада»). В 1903 г. постоянно выступала в благотворительных концертах с Л. В. Собиновым, что подтверждают сохранившиеся записки от него, извещающие о его занятости в Большом театре — для планирования концертов.
1 апреля 1907 г. Гнесина сама выступила организатором концерта в пользу студенческого землячества калужан и ельчан: он проходил в Малом зале Московской консерватории, она исполняла Сонату для виолончели и фортепиано Рахманинова в ансамбле с М. Е. Букиником. Другие благотворительные выступления, проходившие в Москве — в пользу вечерних воскресных классов при Ольховском мужском училище (1901), в пользу недостаточных студентов из Ростова и Нахичевани в Московском техническом училище и в пользу детского сада для глухонемых (1907), в пользу Московского Трудового Братства (1908). В Политехническом музее 18 ноября 1907 г. Гнесина иллюстрировала лекцию-концерт Ю. Д. Энгеля, исполнив многие произведения И. С. Баха (соло, в ансамбле со скрипачом А. Я. Могилевским и с певцами — на фортепиано и гармониуме). 9 марта 1908 г. исполнила партию органа (возможно, единственный раз) в Реквиеме Моцарта в концерте Московской симфонической капеллы. Единственная сохранившаяся рецензия на выступление Гнесиной — её исполнение «Детских сцен» Шумана и Этюда Мошковского в общедоступном просветительском концерте в Историческом музее (1898), — принадлежит С. Н. Кругликову. Не менее трех раз исполняла Трио Аренского d-moll вместе с братьями М.И. и И.И. Пресс. 26 марта 1902 г. они исполнили его в концерте «Кружка любителей русской музыки» (вечер 36-й). В 1909—1910 гг. неоднократно исполняла сочинения своего брата — Михаила Гнесина. Это — его вокальные произведения (в ансамбле с М. А. Дейша-Сионицкой и другими певцами), Соната-баллада для фортепиано и виолончели — с П.Казальсом и А. А. Крейном, а также руководила женским хором Училища Е. и М. Гнесиных. Музыка М.Гнесина исполнялась ею на «Музыкальных выставках» в Синодальном училище в Москве в 1909—1910 гг., в Московском обществе распространения камерной музыки в 1913 г. Специальный концерт был организован при деятельном участии Гнесиной (основными исполнителями были М.Бихтер, И.Алчевский, Е.Вольф-Израэль) в феврале 1917 г. в цикле «Вечеров современной музыки» журнала «Музыкальный современник».
В 1898—1927 гг. Гнесина регулярно выступала в концертах как руководитель женского и смешанного хора Училища (Техникума) Гнесиных. В репертуар, помимо произведений классики, входили и хоры современников Гнесиной (Аренского, Корещенко, Катуара, Калинникова, Кастальского, Рославца), в том числе и её друзей — Гречанинова и Глиэра: так, именно под её руководством состоялись премьеры хоров Глиэра «Скоро весна» и «В синем море» и хоров Гречанинова «Прибаутки», «Призыв весны» (из сборника «Времена года»). Исполнялись хоры М.Гнесина: «Плачьте, дочери земли», «С майским деревом» (из музыки к драме А.Блока «Роза и крест»), заключительный хор к «Симфоническому монументу».
Избранные произведения из сольного репертуара Ел. Ф.Гнесиной: Бетховен — Соната ор. 101 (№ 28), Бородин — «В монастыре», Рахманинов — Баркарола, Скрябин — Этюд сis-moll op.2, Мендельсон — Скерцо, Бах-Бузони — Чакона, Григ — Менуэт, Шуман — Романс Fis-dur; из ансамблевого: Григ — Сонаты для скрипки и фортепиано № 1 F-dur и 3 c-moll, Рубинштейн — Трио (III часть), Скрипичные сонаты Баха и Моцарта.

## Педагогическая и композиторская деятельность
Педагогическая работа Елены Гнесиной началась ещё в 1891 году, когда она училась в консерватории, и продолжалась более 70 лет. Вначале она давала частные уроки по фортепиано и преподавала в интернате частной гимназии Арсеньевой. В 1895 г. она вместе с сестрами открывает собственное музыкальное училище (школу), и с тех пор посвящает себя преподаванию в этих учебных заведениях. У Елены Гнесиной всегда был один из самых больших фортепианных классов — в иные годы до 36 человек, как следует из сохранившихся «Экзаменных ведомостей» Училища Е. и М. Гнесиных за 1899—1919 гг. У неё учились и взрослые, и дети. Большинство не заканчивало курса обучения в училище, но были и поступившие в консерваторию. В 1899 г. в училище был создан хоровой класс. Первоначально это был женский хор, которым руководила Ел. Ф.Гнесина. Приблизительно в 1905—1906 гг. хор стал смешанным (хотя исполнялись и сочинения только для женского хора), и его занятия она вела вплоть до 1927 г. Хор выступал на многих концертах — и внутренних, и открытых, его репертуар охватывал большое число произведений различной трудности и разных стилей.
Особое внимание уделяла Гнесина занятиям с детьми, стремясь создать наиболее естественную для развития учеников репертуарную практику и методику занятий. В сохранившихся немногочисленных статьях и заметках методической направленности она, в первую очередь, говорит о необходимости четкой преемственности в занятиях, без завышения трудности, воспитания точного отношения к тексту, бережного звука, педализации. Стремясь помочь ученикам уже в юном возрасте приобщиться к будущей педагогической профессии, во второй половине 1920-х годов она организует факультативные занятия по методике преподавания фортепиано для учащихся Техникума им. Гнесиных, а также вводит педагогическую практику — занятия старших учеников с младшими (отдельные подобные занятия под собственным руководством в качестве «ассистента» она проводила и раньше).
Загруженность административной и организационной работой заставила Гнесину в 1930-е годы сократить количество собственных уроков и сосредоточиться на учениках более старшего возраста — учащихся училища. С 1944 г. у неё был класс в институте, и основными стали занятия со студентами — соответственно, в 1951 г. она прекращает занятия в училище. При этом отдельные ученики школьного возраста у неё были и в поздние годы: так, с 1946 по 1956 г. у неё занимался единственный ученик — Илья Ягодин. (См. Ученики.)
При всей своей разнообразной деятельности Гнесина в первую очередь считала себя учителем. Во многом она была последовательницей принципов своих учителей — В. И. Сафонова (в первую очередь) и Ф.Бузони. В основе проходимого репертуара были произведения Баха, классиков, романтиков, Чайковского, Рахманинова, Скрябина, Метнера. Особое значение для воспитания кантилены и педализации она придавала изучению Песен без слов Мендельсона (беседа о них с П. В. Лобановым и Л. Б. Булатовой записана для пластинки в 1964 г.)
Как говорила Ел. Ф.Гнесина, ей «хотелось уничтожить этот разрыв между музыкой и техникой, существовавший в детском педагогическом репертуаре». И она последовательно создает с 1917 по 1965 множество произведений для детей. Это касается как учебного материала для развития навыков техники, различных приемов игры, так и художественных пьес различной трудности. Особой популярностью поныне пользуется «Фортепианная азбука», подготовленная автором в трех редакциях (к изданию 1943 г. Гнесиной было написано предисловие, обобщавшее некоторые её методические принципы) и только при её жизни переиздававшаяся более 10 раз. Многие пьесы и этюды Гнесиной включены в различные сборники педагогического репертуара, вышедшие в различных странах мира, пример: «Этюд». Важное место они занимают и в повсеместно используемой «Школе Николаева», подготовленной учеником Ел. Ф.Гнесиной А. А. Николаевым под влиянием методических принципов, разработанных под её руководством в последний год обучения Николаева в Техникуме им. Гнесиных. Маленькие этюды Гнесиной также издавались в разных странах, начиная с 1960-х годов.
Основные произведений для фортепиано (в скобках — дата сочинения):
Маленькие этюды для начинающих в четырёх тетрадях (1917); 6 маленьких пьес для фортепиано (1923—1925); Две пьесы для фортепиано в 4 руки: «Ладушки» и Марш (1929); Три пьесы: «В кузнице», Юмореска, Баркарола (этюд) (1929); Фортепианная азбука (1-я ред. — 1930, 2-я — 1943, 3-я — 1954); Маленькие упражнения и этюды на скачки и стаккато (1932—1934); Подготовительные упражнения к различным видам фортепианной техники: пособие для педагогов и учащихся (1939); Пьески-картинки (1939); Альбом детских пьес (1948).
Также Ел. Ф.Гнесиной написаны:
Песни для детского хора: Пионерские песни (1930—1952); «Спасибо!» (1937); «Чудо-дерево» (сл. К.Чуковского) и «Весенний марш» (1935—1938).
Музыкальные диктанты (1928—1952). Дуэты для маленьких скрипачей (первая позиция) (1965) и др. авторские сочинения и переложения, в том числе неизданные.

## Руководство учебными заведениями
Елена Фабиановна Гнесина руководила созданными ею учебными заведениями рекордный срок — в общей сложности более 70 лет (1895—1967 гг.). С самого открытия вместе с сестрами собственного музыкального училища она взяла на себя все административные обязанности, которые с ростом учебных заведений постоянно возрастали. Гнесины, действуя по образцу Московской консерватории и постоянно консультируясь с В. И. Сафоновым и другими своими преподавателями, создали глубоко продуманный учебный план, дополняя его необходимыми для полноценного профессионального обучения предметами, чем полностью противопоставили свою школу заурядным частным музыкальным классам. В результате уровень требований постоянно возрастал, при том, что в частном учебном заведении подавляющее большинство учащихся не стремились к будущему профессиональному обучению. Тот факт, что Гнесина общалась с самыми блестящими музыкантами, позволял ей всегда приглашать работу самых выдающихся специалистов. В то же время состав педагогов регулярно пополнялся собственными воспитанниками, и подготовка смены была одной из её главных задач. Репутация учебных заведений также постоянно крепла (этому способствовало, в частности, и то, что в школе учились дети многих известных музыкантов — например, А. Н. Скрябина, которые бывали на концертах школы и следили за её успехами). Постоянной в деятельности учебных заведений была и открытость новым начинаниям: так, в начале 1900-х годов здесь появился один из самых первых детских хоров в музыкальных учебных заведениях Москвы, с 1911 г. начали устраиваться детские оперные спектакли, применялись новые методы в работе сольфеджио и др.
Особая «семейная» атмосфера учебных заведений сказалась и на стиле руководства Гнесиной: даже когда она была директором крупного комплекса учебных заведений, она не признавала никаких приемных часов, принципиально не имела секретарей и немедленно реагировала на любую просьбу. После революции Гнесина стала официальным руководителем учебных заведений, и ей пришлось взаимодействовать с многочисленными официальными организациями и вышестоящими чиновниками. В своих многочисленных обращениях к крупным деятелям (сохранилось много её писем различным членам правительства: так, только к В. М. Молотову имеется семь обращений, многократно — и успешно — обращалась она для решения разных проблем к А. Н. Косыгину) она проявляла смелость и настойчивость, в то же время пытаясь и воздействовать на человечные струны, вызывая доверие и сочувствие своим стремлениям. Большую поддержку в работе ей оказывал А. В. Луначарский, помощь и постоянное взаимодействие было с такими деятелями, как И. Г. Званский, Б. Б. Красин. В дальнейшем хорошие отношения установились с К. Е. Ворошиловым, несколько раз посещавшему Институт имени Гнесиных (в том числе, концерт, посвященный открытию нового здания на улице Воровского) и уже в отставке присутствовавшем на её 90-летии. В то же время безусловные преувеличения и просто мифы сопутствуют её якобы «близким связям» с Ворошиловым или «всесильности» благодаря высоким знакомствам.
Много раз Гнесиной пришлось выдерживать периоды нападок и даже преследований, когда отношение властей вследствие политических поворотов было исключительно негативным и никакие высокие покровители не заступались за неё. Таких событий было немало — среди них: борьба за выживание (отопление — проблема дров, продовольствие — пайки для всех гнесинцев, отсутствие финансов — невыплата зарплат) в период Гражданской войны и «военного коммунизма»); директивы о полном изменении учебных программ в 1920-е гг., тяжелая полоса преследований Гнесинского Техникума и всех Гнесиных со стороны «рапмовцев» в 1929—1932 гг., приведшая к временному отстранению Гнесиной от руководства и попыткам ликвидации или объединению учебных заведений; испытания Великой Отечественной войны — проблемы питания и отопления, освобождения учащихся от тяжелой работы на лесозаготовках и от призыва в армию особо выдающихся учеников, разрешение на работу детской школы, официально закрытой в 1941 г., вызов в Москву из эвакуации преподавателей; кампания против нового вуза — Института им. Гнесиных и его руководства в 1948—1953 гг. под эгидой «борьбы против формализма и космополитизма», попытки закрытия ряда отделений, увольнение педагогов, нападки по разным поводам и отказы в ряде проектов; идеи сокращения сроков обучения в вузах и перевода всех музыкальных вузов на вечернее обучение в 1960-е гг. и др.
Постоянное расширение учебных заведений требовало от Гнесиной всё новых строек. Она по праву говорила, что по совместительству — «строитель». Знаменитым стало вызвавшее овацию заявление Гнесиной на 50-летнем юбилее Гнесинских учебных заведений в 1945 году, где было объявлено о выделении правительством персональной машины в её пользование: «Дайте мне гвозди!!! Без них я не могу закончить строительство нашего здания! А без машины я могу и обойтись».
Осуществленные Ел. Ф.Гнесиной постройки новых зданий, а также передача старых домов для нужд руководимых ею учебных заведений:
получение в пользование бывшего Дома Хомякова на Собачьей площадке вместе с боковыми флигелями (1932);
здание «Гнесинского комбината» на улице Воровского (Поварской): начало строительства — 1937 г., первая очередь (учебный корпус вдоль улицы Воровского) закончена в 1946 г., для нового здания вывезены по ходатайству Гнесиной из Германии инструменты в счет репараций, которые были освобождены от пошлины по распоряжению А. И. Микояна, вторая очередь (вдоль Малого Ржевского переулка) — в 1950 г., Концертный зал — в 1958 г.;
передача в пользование Институту «Дома Шуваловой, или Дома Охотникова» на Поварской улице (1960; в 1962—1976 там размещалась Детская школа-семилетка, с 1989 г. — Институт-Академия им. Гнесиных); передача особняка Воронцовых (Усадьба Апраксиных-Бутурлиных) на Знаменке (тогда улица Фрунзе) для Спецшколы-десятилетки (1962);
постройка Общежития для ГМПИ им. Гнесиных на улице Космонавтов (1962);
начало строительства здания Училища им. Гнесиных на Поварской (строилось с 1966 по 1974 г.); начало строительства кооперативного дома для педагогов «Гнесинец-1» в Первом Новокузнецком переулке (построен в 1969 г.).

## Музыкально-общественная деятельность
Гнесина всегда активно участвовала в общественных начинаниях: это была просветительская и благотворительная деятельность (см. Исполнительская деятельность) до революции, многочисленные начинания в пользу нуждающихся, в том числе в период Первой мировой войны. Впоследствии она постоянно организовывала шефские концерты (в военных частях, трудовых коммунах, детских домах и др.), в которых принимали участие учащиеся руководимых ею учебных заведений.
Сразу после революции она вступает в независимый союз педагогов-музыкантов, а с организацией РАБИС (профсоюза работников искусств) в 1919 г. принимает активное участие в его работе, избираясь и в ЦК РАБИС (в дальнейшем Всерабис). Устремления Гнесиной направлены на организацию помощи музыкантам, выделение им продовольственных карточек, пайков и т. д., что было особенно важно в период Гражданской войны. С 1920 г. она принимает активное участие и в работе государственного органа — Музыкального отдела (МУЗО) при Наркомате просвещения. В 1921 г. она избирается заместителем председателя месткома музыкальных школ (председателем был И. Г. Званский) при МУЗО, руководит хозяйственной частью месткома. В 1920 г. она организует капустник для деятелей искусств, руководя «оркестром», в котором на детских инструментах играли выдающиеся артисты. В МУЗО Гнесина на общественных началах участвует в организации работы музыкальных учебных заведений, участвуя и в разработке принимаемых тогда программ и положений государственных музыкальных школ. И тогда, и позже она всячески способствовала организации новых музыкальных школ (например, в Сокольниках и в Сетуни) и оказывала поддержку педагогам-музыкантам — как в решении организационных и материальных проблем, так и в методическом плане (так, некоторые педагоги школ посещали её занятия по методике в Училище-Техникуме им. Гнесиных). С 1932 г. она была членом Союза композиторов СССР.
В 1934—1939 гг. она избиралась в депутаты Краснопресненского райсовета, а в 1940—1948 была депутатом Моссовета (два созыва). Выступая на пленумах Моссовета, она откровенно и остро ставит самые разные жизненные вопросы: состояние жилья и канализации, работа транспорта, снабжение магазинов, работа домоуправлений и мн. др., хотя и предполагается, что она, как представитель культуры, будет заниматься вопросами только этой сферы. В период войны Училище Гнесиных организовало сотни концертов для воинов, пошив одежды, работу в госпиталях, помощь детдому и мн. др.
Гнесина многократно ходатайствовала о демобилизации музыкантов (в том числе А. Я. Эшпая, Ю. В. Муромцева, А. А. Шейдина, Е. Я. Либермана и др.), освобождении от призыва в армию (Б.Чайковского), от работы учащихся-музыкантов на лесозаготовках (что было обязательно в военный период) и других тяжелых работ (так, она спасла жизнь заболевшей в трудовом лагере В.Абрамсон-Горник), даже о вызовах в Москву из ссылки (это касалось её ученика А. А. Чичкина, выдающегося ученого А. И. Угримова, крупнейшего пианиста Г. Г. Нейгауза), реабилитации (также её ученика — композитора С. Ф. Кайдан-Дешкина). Предоставление дополнительных прав музыкантам-педагогам были поводом её обращений в период войны: так, ей удалось добиться предоставления в 1942 г. рабочих карточек, что было принципиальным вопросом для нормального питания. Уравнение в правах педагогов-музыкантов с педагогами другими учебными заведениями, включая возможность присвоения звания «заслуженный учитель РСФСР» — это также итоги ходатайств Гнесиной. Её часто приглашали для выступлений или для присутствия в президиуме на торжественных собраниях. Она нередко бывала на встречах в ЦДРИ (состояла в его активе), выступала по радио. Свой авторитет она использовала для помощи все чаще обращавшимся к ней как знакомых, так и незнакомых людей: особенно много обращений было по жилищным нуждам — среди самых известных музыкантов, которым она оказала подобную помощь, были М. В. Юдина, С. Т. Рихтер, Л. Н. Власенко. Постоянны и её обращения в связи с различными проблемами в музыке и музыкальном образовании страны, а также по поводу сохранения памяти о выдающихся современниках: так, она пишет воспоминания, обращается с предложениями об увековечивании памяти С. В. Рахманинова.

## Ученики
Число учеников Ел. Ф.Гнесиной не поддается подсчету. Среди них были и ученики, учившиеся совсем недолго, как в детском, так и во взрослом возрасте, и учащиеся, наоборот, прошедшие в её классе несколько ступеней — детскую школу, училище и вуз. Точно известно лишь количество выпускников, окончивших Училище и Институт имени Гнесиных с дипломами: их 111 в Училище и 27 в Институте. Её самыми известными учениками были пианист Л. Н. Оборин, композиторы А. А. Бабаджанян, Б. А. Чайковский, дирижёр Г. Н. Рождественский.
Некоторые воспитанники Гнесиной в хронологическом порядке перечислены ниже.
Училище Е. и М. Гнесиных (1895—1919):
М. Р. Ренквист (Глиэр) — первая выпускница училища, жена Р. М. Глиэра; О. Ф. Александрова-Гнесина — окончила в первом выпуске училища, младшая сестра, преподаватель учебных заведений имени Гнесиных в 1901—1962 гг.; Н. Н. Малютина, О. Н. Орлова, Н. А. Ендовицкая, Е. Н. Леви (выпускница Московской консерватории), Е. П. Одолеева (Сенаторская), О. Н. Токарева (Семенцова-Огиевская), З.Кизильштейн — преподаватели Школы им. Гнесиных; О. Н. Корзлинская — ученица Венской высшей школы музыкального мастерства по классу Л.Годовского; М. А. Розенблюм (Гурвич) — доцент Института, преподаватель, зав. отделом Училища им. Гнесиных, заслуженный учитель РСФСР; С. В. Клумова (Ганнушкина) — выпускница Лейпцигской консерватории; Д. С. Зёрнов — композитор, друг семьи Гнесиных и Б. Л. Яворского; М. И. Ульянова — сестра В. И. Ленина; Е.Г. и И. Г. Эренбург — сестры писателя И. Г. Эренбурга; Н. Д. Гончарова — дочь Д.Д. и В. К. Гончаровых, друзей Гнесиной, певцов-любителей; Д. И. Сахаров — математик, отец А. Д. Сахарова; А. В. Тютюнник — дочь певца, солиста Большого театра В. С. Тютюнника; Т.Залевски — польский дирижер, ректор Варшавской государственной высшей школы музыки (ныне Музыкальный университет им. Ф.Шопена); И. В. Способин — музыковед, профессор Московской консерватории; А.Вивьен — любимый племянник.
Техникум (с 1936 Училище) им. Гнесиных и Детская школа при нём (1919—1951):
А. А. Чичкин — выпускник Московской и Парижской консерваторий, преподаватель Училища им. Гнесиных, ассистент Гнесиной в Институте в 1944—1946 гг., руководитель фортепианной секцией Методкабинета музыкальных школ Москвы; Л. Н. Оборин — пианист, народный артист СССР; К. П. Виноградов — хормейстер, народный артист РСФСР; Е. В. Давыдова — музыкант-теоретик, директор Детской музыкальной школы им. Гнесиных, зам. директора ГМПИ им. Гнесиных; Е. А. Акулов — дирижёр, заслуженный артист РСФСР; Ю. В. Муромцев — дирижёр, заслуженный деятель искусств РСФСР, ректор ГМПИ им. Гнесиных; С. С. Скребков — музыковед, заслуженный деятель искусств РСФСР; М. В. Мильман — композитор, пианист, заслуженный деятель искусств РСФСР, профессор Московской консерватории; А. К. Клумов — пианист, композитор, заслуженный артист Белорусской ССР; А. А. Николаев — пианист, музыковед, заслуженный деятель искусств РСФСР, профессор, проректор Московской консерватории; З. И. Финкельштейн — директор МССМШ им. Гнесиных; А. А. Бабаджанян и Б. А. Чайковский — композиторы, народные артисты СССР; Л. К. Книппер, С. А. Кац, А. Г. Чугаев, С. Ф. Кайдан-Дешкин, В. В. Красноглядова, Б. М. Страннолюбский, С. А. Разоренов, Г. К. Смирнова, К. Д. Макаров-Ракитин, В. А. Брумберг, Л. А. Лапутин — композиторы; Г.Хаймовский — пианист (СССР, затем США), автор книг; С.Постельников — пианист (Франция); Г. Н. Рождественский — дирижёр, народный артист СССР; И. Р. Дерингер, Б. С. Виленкина, М. И. Августовская, Р. М. Жив (Михайлова-Микулинская), Н. Г. Мемешкина, Б. Н. Азбель, О. С. Каштанова (Зволинская), Э. Г. Альтерман, Э. А. Вайнштейн, А. М. Гинзберг, Г. А. Головина, Т. С. Герасимович — ассистент Ел. Ф.Гнесиной в институте в 1946—1951 гг., Т. Н. Соловьева, Т. С. Илюхина — профессор ГМПИ им. Гнесиных, Н. Ф. Малинина (Юрлова), Б. С. Ионин — доцент ГМПИ им. Гнесиных, Г. Н. Кащеева-Квитка, Т. Е. Фрейнкина, Д. А. Бубырева (Петрунина) — преподаватели и концертмейстеры Гнесинских учебных заведений; С. А. Могилевская — писательница; А. А. Соловцов, Н. А. Листова, Л. Л. Рыцлин, Е. А. Вержболович, И. Б. Мацкевич — музыковеды; Н. А. Нюренберг (Нелина) — певица; А. С. Сафронеев, М. Б. Якулова (Чубарь) — пианисты.
Училище и Институт им. Гнесиных (1939—1956):
И. С. Родзевич, Э. Н. Ратинова, О. Б. Степанов — музыковед, доцент ГМПИ им. Гнесиных, В. Д. Демченко, Л. В. Судзиловская — преподаватели Гнесинских учебных заведений; Л. Б. Кац (Булатова) — профессор ГМПИ-РАМ им. Гнесиных, ассистент Ел. Ф.Гнесиной в 1951—1963 гг.; И. С. Кротов — пианист, концертмейстер Московской филармонии; Т. Б. Назарова-Метнер — композитор, внучатая племянница Н. К. Метнера, внучка А. К. Метнера.
Институт им. Гнесиных (1946—1962):
В. Н. Кудрявцев — пианист, заслуженный артист РСФСР, концертмейстер Большого театра СССР; С. В. Девенишская — преподаватель Детской музыкальной школы-семилетки им. Гнесиных; В. Е. Орлова (Зверева) — пианистка, профессор, декан фортепианного факультета ГМПИ-РАМ им. Гнесиных; Л. Н. Семенова — пианистка-педагог, дочь Н. Н. Семенова, жена В. И. Гольданского; И. А. Егиков — композитор; Н. А. Померанцева — искусствовед-египтолог; А. В. Малинковская — пианистка-педагог и исследователь, доктор педагогических наук, профессор ГМПИ-РАМ им. Гнесиных, аспирантка (единственная) Ел. Ф.Гнесиной в 1961—1964 гг.; К. Д. Акимов — композитор; Е. С. Скудина — музыковед, преподаватель МССМШ им. Гнесиных; А. И. Рыскина (Тихонова) — музыковед, доцент ГМПИ-РАМ им. Гнесиных.
Спецшкола-десятилетка (МССМШ) им. Гнесиных (1946—1956):
И. В. Ягодин — пианист, композитор, зав. музыкальной частью ГЦТК им. С.В. Образцова.

## Награды и звания
- - два ордена Ленина (14.02.1945; 29.05.1954)
  - два ордена Трудового Красного Знамени (03.06.1937; 19.06.1964)
  - медали: «За оборону Москвы», «За доблестный труд в Великой Отечественной войне 1941—1945», «В память 800-летия Москвы»
  - Заслуженная артистка Республики (06.11.1925)
  - Заслуженный деятель искусств РСФСР (02.03.1935)

## Память
В 1969 году был организован Народный мемориальный музей-квартира Ел. Ф.Гнесиной (с 1988 г. — Мемориальный музей-квартира Ел. Ф.Гнесиной при ГМПИ, ныне РАМ им. Гнесиных). Он расположен в квартире, где жила Ел. Ф.Гнесина, и где полностью сохранена прижизненная обстановка.
В 2004 году установлен памятник Елене Гнесиной в Москве перед зданием Концертного зала Российской академии музыки имени Гнесиных (со стороны Малого Ржевского переулка), автор — скульптор А. Н. Бурганов.
В Российской академии музыки имени Гнесиных в 2004 г. была учреждена стипендия имени Ел. Ф.Гнесиной для лучших студентов.
В 1974 г. был выпущен почтовый конверт к 100-летию Ел. Ф. Гнесиной.
В 1999 г. в РАМ им. Гнесиных проходил фестиваль фортепианной музыки, посвященный 125-летию Ел. Ф. Гнесиной.
2024 год объявлен в России юбилейным годом — к 150-летию Ел. Ф. Гнесиной, в соответствии с Указом Президента РФ «О празднования 150-летия со дня рождения Е. Ф. Гнесиной». Учреждены стипендии имени Гнесиной для музыкальных вузов России. В сезоне 2023—2024 гг. проходил Международный музыкальный фестиваль. Банк России выпустил памятную монету посвященную Гнесиной. Почта России — почтовую открытку (специальное гашение — 31 мая 2024 г.).